# Hệ thống chính trị
Chế độ chính trị được hiểu là nội dung phương thức tổ chức và hoạt động của hệ thống chính trị trong một quốc gia mà trung tâm là nhà nước. Chế độ chính trị được cấu thành bởi sự kết hợp các yếu tố: chính trị, kinh tế - xã hội, tư tưởng văn hóa, pháp luật. Chế độ chính trị được hiểu rõ nét nhất trong mô hình tổ chức nhà nước; trong hiến pháp của mỗi nhà nước quy định về nguồn gốc và tính chất của quyền lực, sự phân bố và tổ chức các cơ quan quyền lực và mối quan hệ giữa các cơ quan quyền lực, về những quan hệ của nhà nước với công dân, các đảng phái chính trị, các tổ chức xã hội, giữa các giai cấp và tầng lớp xã hội, giữa các dân tộc trong nước và thế giới.
Chế độ chính trị là một bộ phận của chế độ xã hội, là một trong những yếu tố cấu thành của chế độ xã hội và chế độ chính trị thực chất là chế độ thực hiện quyền lực nhà nước.
Tiến sĩ Nguyễn Đình Lộc cho rằng chế độ chính trị là hệ thống các nguyên tắc, phương thức, biện pháp, thủ đoạn thực hiện quyền lực nhà nước, và theo ông, có hai loại chế độ chính trị là dân chủ và phản dân chủ với những cấp độ khác nhau.
Thực chất, đi tìm hiểu chế độ chính trị là tìm hiểu nó dưới tư cách một chế định trong ngành luật hiến pháp. Chế độ chính trị là một bộ phận quan trọng, nền tảng của chế độ xã hội và chi phối các vấn đề khác trong xã hội. Trong chế định chế độ chính trị thường quy định các vấn đề sau: quyền dân tộc cơ bản; bản chất giai cấp của nhà nước; các nguyên tắc tổ chức bộ máy nhà nước; chế độ bầu cử; vai trò của các bộ phận trong hệ thống chính trị; chính sách đối ngoại...